# Cyan Kills E.Coli
Cyan kills E.Coli war ein Musikprojekt um den The-Eternal-Afflict-Sänger Cyan.

## Gründung & Geschichte
Der Name bezieht sich auf das Darmbakterium Escherichia coli und damit im weiteren Sinn auf Leute ohne Rückgrat, die sich gern anbiedern.
1995 erscheint bei Chrom-Records das Album Do not open!. Aufgrund der harten, brutalen Musik floppt das Album gerade bei den sanftere Klänge gewohnten Fans von The Eternal Afflict. Das Projekt wurde daher nicht weiter fortgeführt und es blieb bei dieser einen Veröffentlichung unter diesem Namen. Mit in der Besetzung: Bernhard Lottes, Hajo Mönnighoff und Kaaja Hoyda (alle auch Stendal Blast) sowie Stefan Müter (Keyboarder bei Calva Y Nada), unter Mitwirkung von Bruno Kramm (Das Ich).
Anschließend startete Cyan sein gleichnamiges Soloprojekt und veröffentlichte bei Off Beat Records 2 weitere Alben sowie 2 weitere Maxi-CDs, bis es schließlich 1998 zur Reunion von The Eternal Afflict  kam.

## Veröffentlichungen

### Cyan kills E.Coli
- 1995 · Do not open! (CD)

### Cyan
- 1996 · Ricky’s hand (CDM)
- 1997 · True (CD)
- 1997 · Rage (CDM)
- 1998 · Cyan’s fiction (CD)